# NBQX
NBQX, або (2,3-dihydroxy-6-nitro-7-sulfamoyl-benzo[f]quinoxaline-2,3-dione) — антагоніст AMPA- та каїнатних глутаматних рецепторів.
NBQX in vitro блокує АМРА-рецептори в концентрації 5-10 μМ, а каінатні рецептори — в концентрації 10-20 μМ, залежно від типу експерименту. В нейрофізіологічних та фармакологічних дослідженнях він використовується, зокрема, для протидії перезбудженню нервової тканини, викликаному глутаматом. В експериментах in vivo було показано, що NBQX виявляє антиконвульсантну активність при дослідженні судомних моделей на гризунах, та інгібує транспорт глюкози в мозку при введенні в дозі 60 мг/кг або більше.
В експериментальних дослідженнях NBOX часто використовується в формі натрієвої двозаміщеної солі: в такому вигляді ця речовина здатна розчинюватись в воді до концентрації 100 mM/l.